# Dykkerrefleks
Dykkerrefleksen er en række fysiologiske ændringer, der gør det muligt at foretage langvarige dyk under stort tryk. Det udarter i lavt hjerteslag, sammentrækning af kar og ændret blodtilførsel.
Det blev først iagttaget hos havdyr som hvaler, delfiner, pingviner og sæler, og helt op til 1950'erne troede ingen, at mennesket havde denne refleks. I dag ved vi, at alle de træk, som kendetegner havpattedyrenes dykkerrefleks, også findes hos mennesker.
Tilstanden kan også forekomme i forbindelse med drukneulykker, hvor kroppen sættes på "standby" (herunder bevidstløshed og hypotermi) i stedet for at gå i stå (hjertestop). Der er eksempler på, at mennesker har overlevet i 66 minutter i vandet uden neurologiske skader.

## Ekstern henvisning
- Ugeskrift for Læger – Overlevelse i koldt vand (Webside ikke længere tilgængelig)